# Казе Вја ди Мецо-Казе Вја Арђини (Болоња)
Казе Вја ди Мецо-Казе Вја Арђини (итал. Case Via di Mezzo-Case Via Argini) је насеље у Италији у округу Болоња, региону Емилија-Ромања.
Према процени из 2011. у насељу је живело 108 становника. Насеље се налази на надморској висини од 17 м.